# Liu Jiakun
No el confongueu amb Liu Jiankun, ciclista (1995)

Liu Jiakun (xinès simplificat:  刘家琨) (Chengdu 1956 -  ) Escriptor i arquitecte xinès. Premi Pritzker d'Arquitectura 2025.

## Biografia
Liu Jiakun va  néixer l'any 1956 a Chengdu, província de Sichuan (Xina). Tot i que gairebé tots els membres de la seva família immediata eren metges, inicialment va mostrar un interès per les arts creatives, com el dibuix i la literatura, però finalment impulsat per un professor decidir escollir la arquitectura com a professió. Durant la Revolució Cultural com altres joves del moment va ser enviat com  a un camp agrícola, per seguir el procés de "reeducació".  El 1977 quan es va reprendre l'activitat universitària va entrar  Departament d'Arquitectura de l'Institut d'Enginyeria Arquitectura de Chongqing. i el  1982 es va graduar a l'Institut d'Enginyeria de la Construcció de Chongqing (ara Universitat de Chongqing). Treballant per a l'Institut de Recerca i Disseny Arquitectònic de Chengdu, de propietat estatal, durant la seva carrera inicial, es va oferir voluntari per traslladar-se temporalment a Nagqu, Tibet (1984-1986). Durant aquests anys va compaginar la seva activitat com arquitecte amb la d'escriptor. De 1987 a 1989, va ser adscrit a l'Institut Provincial de Literatura de Sichuan per dedicar-se a la creació literària.
Gairebé va abandonar la seva carrera d'arquitecte fins que va assistir a l'exposició individual d'arquitectura de 1993 de Tang Hua, un antic company de la universitat, al Museu d'Art de Shanghai i, reactivant la seva passió per la professió. Considera aquesta constatació transformadora —que l'entorn construït podria servir com a mitjà d'expressió personal— com el moment en què va començar realment la seva carrera arquitectònica. Aviat experimentaria els seus anys més formatius de creixement intel·lectual, debatint el propòsit i el poder de l'arquitectura amb contemporanis, inclosos els artistes Luo Zhongli i He Duoling, i el poeta Zhai Yongming. En  el seu moment va manifestar ""Escriure novel·les i practicar l'arquitectura són formes d'art diferents, i no vaig buscar deliberadament combinar les dues. Tanmateix, potser a causa de la meva doble formació, hi ha una connexió inherent entre ells en el meu treball, com ara la qualitat narrativa i la recerca de la poesia en els meus dissenys".
El 1999, Liu Jiakun va fundar la seva pròpia empresa, Jiakun Architectural Design Office, a la seva ciutat natal de Chengdu,  mantenint fermament el poder transcendent de l'arquitectura tot entenent "que és un producte de la comunitat, l'espiritualitat, la tradició i el preexistent".
Actualment, és professor visitant a l'Escola d'Arquitectura de l'Acadèmia Central de Belles Arts (Pequín), i anteriorment ha impartit conferències a la Cité de l'architecture et du patrimoine (París), a l'Institut Tecnològic de Massachusetts (Cambridge, Massachusetts, Estats Units d'Amèrica), a la Royal Academy of Arts (Londres) i a les principals institucions de la Xina.
En una entrevista a la seva oficina a Chengdu, l'arquitecte va manifestar "que tenia una definició senzilla de la seva professió: "Per simplificar, la tasca de l’arquitecte L'arquitectura ha de revelar alguna cosa: ha d'abstraure, destil·lar i fer visibles les qualitats inherents a la gent local. En primer lloc, feu alguna cosa que sigui funcional. Però si és així, no es pot dir arquitectura. (Així doncs) cal aportar poesia”, va dir.

## Obres destacades
Durant quatre dècades, Liu, juntament amb el seu equip, ha construït més de trenta projectes, especialment a Chengdu, que van des d'institucions acadèmiques i culturals fins a espais cívics, edificis comercials i urbanisme a tota la Xina, i va ser seleccionat per dissenyar el Serpentine Beijing (2018). Fins i tot els projectes públics més grans de Liu Jiakun són igualment austers. El West Village Courtyard que va dissenyar a Chengdu el 2015 és un complex de pati que integra cultura, esports, entreteniment, oficines i activitats comercials. Té cinc plantes i envolta tot el bloc. Els voltants són oberts i tancats, que envolten aquest petit poble, mentre que el paisatge dels voltants és ben visible.
Amb l'herba que surt dels forats dels maons i els boscos de bambú autòctons que donen ombra, el projecte és una celebració de "l'energia del 'quotidian'", va escriure un crític el 2017, "que considerava 'el plaer bàsic i primordial de la vida humana'".
El Museu d'Art de Talla de Pedra de Luyeyuan (Chengdu, 2002) és un museu privat que alberga estàtues budistes i diverses relíquies culturals de Liu Jiakun es basa en jardins tradicionals xinesos, amb elements d'aigua, pedres de jardí i formigó de cara clara. El projecte de renovació regional de la cova de Tianbao a la ciutat d'Erlang (Luzhou, 2021) que va dissenyar consta de diverses coves per emmagatzemar vi, integrades al paisatge exuberant de penya-segats de la muntanya de Tianbao.

## Premis
| Any  | Premi |
| ---- | --- |
| 2003 | El 7è Premi Honorífic de l'Associació Asiàtica de la Construcció                                                   |
| 2003 | Premi d'Art arquitectònic de la Xina                                                                               |
| 2006 | Architectural Record China Award al millor edifici públic                                                          |
| 2007 | Premi d'Arquitectura de l'Extrem Orient                                                                            |
| 2009 | Societat d'Arquitectura de la Xina a la creació arquitèctonica                                                     |
| 2010 | Architectural Record China Award                                                                                   |
| 2010 | Architectural Record China Award al millor edifici públic                                                          |
| 2020 | Premis Sanlian Lifeweek City for Humanity per a la contribució pública                                             |
| 2021 | Premis UNESCO Àsia-Pacífic per a la Conservació del Patrimoni Cultural, Nou Disseny en els Contextos del Patrimoni |
| 2025 | La quarta persona de l'any a l'enginy en construcció de la Xina                                                    |
| 2025 | Premi Pritzker d'Arquitectura                                                                                      |

## Publicacions
- 2002: Now and Here. China Architecture & Building Press, ISBN： 9787112053537[5]

- 2014: The Conception of Brightmoon. Times Literature and Art Publishing House. ISBN： 9787538740400

The Conception of Brightmoon és una novel·la distòpica amb un fort temperament idealista creada per Liu Jiakun. Ouyang Jiangshan, un arquitecte, vol construir una nova ciutat i remodelar l'ànima de la gent amb l'arquitectura. El pla capritxos va ser anomenat "el projecte de la Lluna brillant". Aquest idealista dur s'aproxima a l'èxit pas a pas, però al final fracassa. El seu fracàs és més significatiu que el seu èxit. Es tracta d'una novel·la només escrita per un arquitecte, plena dels detalls fascinants de la ciutat de lluna nova, un "paradís a la terra" mai vist abans, que brilla en els seus escrits. La tragèdia inesperada al final és més com un final de l'ideal d'una generació.
- 2022: Jiakun Architects - UED Magazine Vol.138,Liaoning Science and Technology Publishing House .ISBN：1672-9080

Aquesta edició presenta una visió general dels principals projectes de Liu Jiakun, mostrant els conceptes arquitectònics contemporanis únics en la seva obra i l'herència dels valors tradicionals. També inclou més de deu articles de crítica arquitectònica i diàlegs amb arquitectes de renom.

### Galeria d'obres

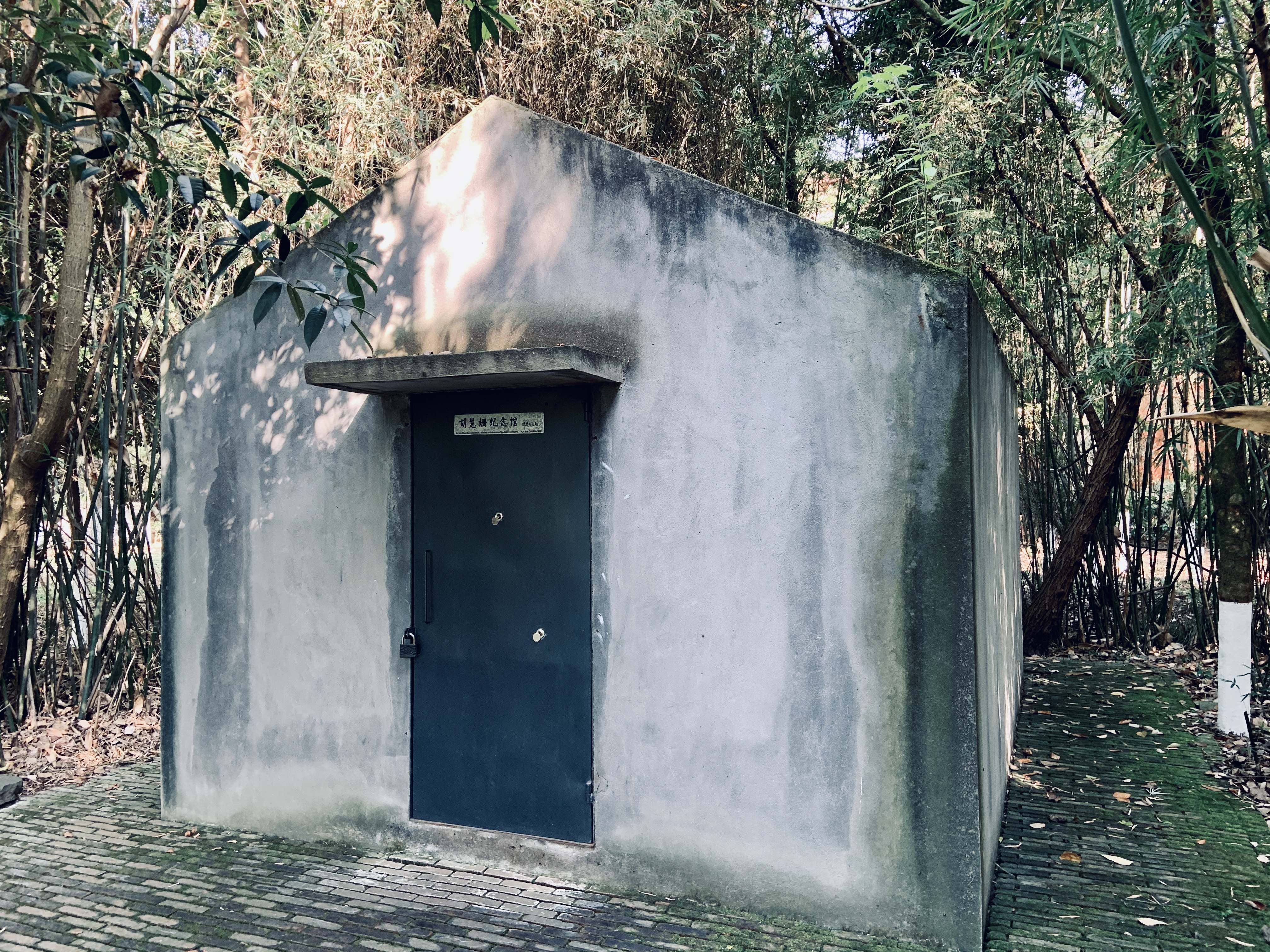
Hu Huishan Memorial Museum (2008)

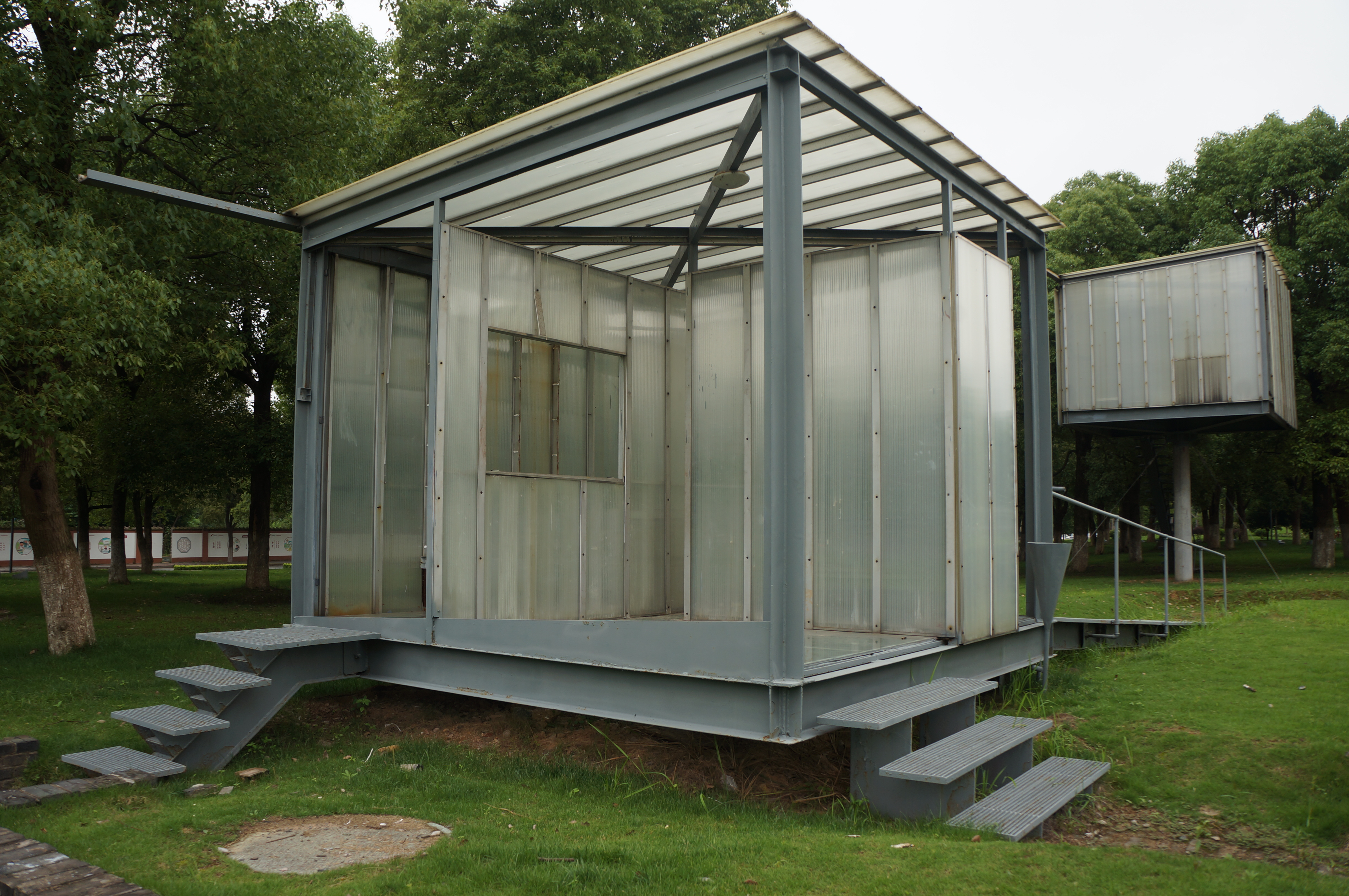
Teahouse a Jinhua (2002)